# گیسلا ۳۵۲
سیارک ۳۵۲ (به انگلیسی: 352 Gisela، نامگذاری:1893B) سیصد و پنجاه و دومین سیارک کشف شده‌است که در ۱۲ ژانویه ۱۸۹۳ و در هایدلبرگ کشف شد.
قدر مطلق سیارک برابر ۱۰٫۰۱ است.